# Psautier de Tomić
Le psautier de Tomić ou psautier Tomić (en bulgare : Томичов псалтир, Tomichov Psaltir) est un psautier enluminé bulgare du XIVe siècle. Produit vers 1360, sous le règne du tsar Ivan Aleksandre Asen, il est considéré comme l'un des chefs-d’œuvre de l'école de Tarnovo. Il contient 109 miniatures. Il a été retrouvé en Macédoine en 1901 par le collectionneur serbe Siman Tomić, dont il porte le nom. Il est actuellement conservé au musée historique d'État de Moscou. 